# Boguszowice (Rybnik)

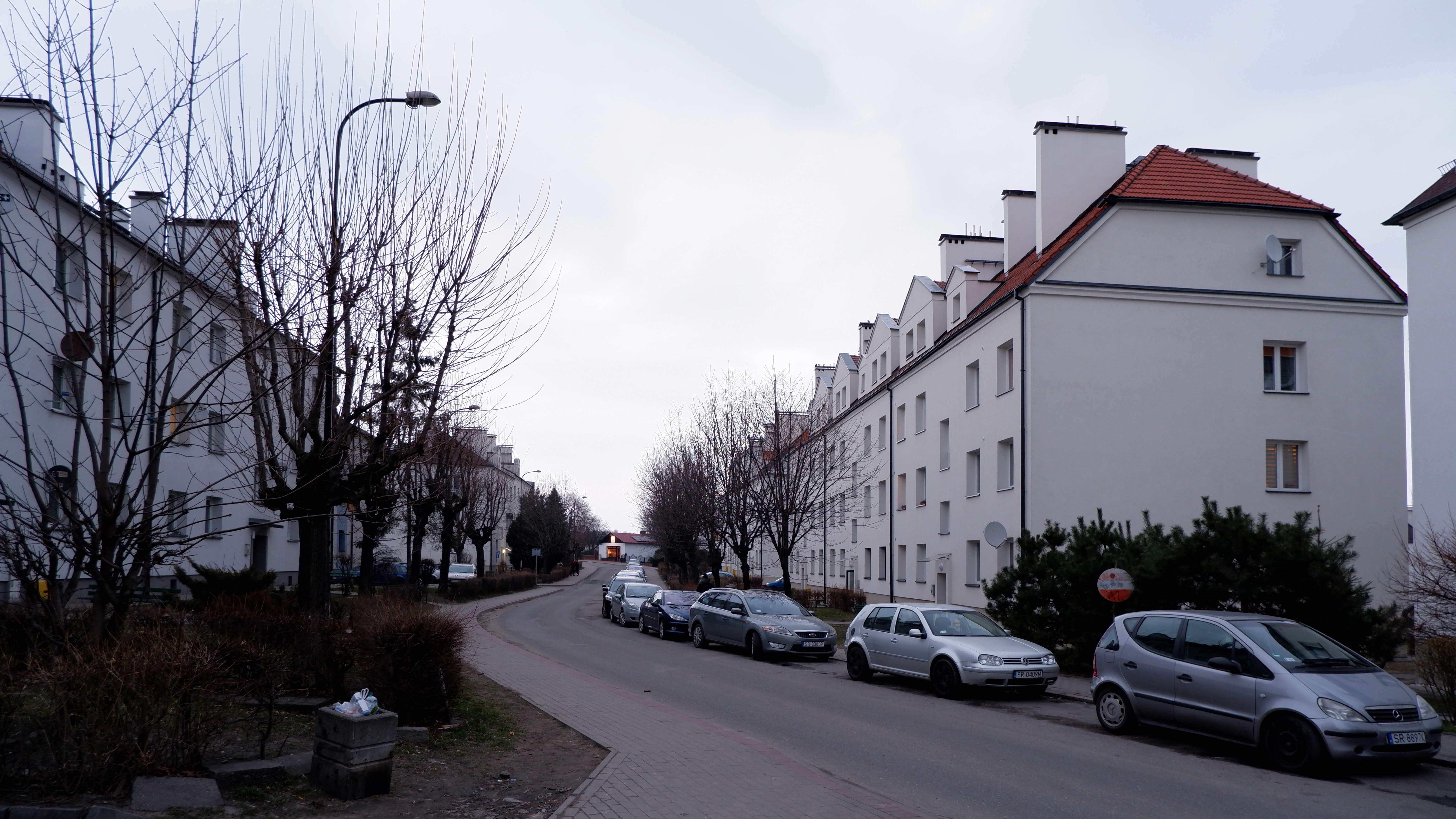
Boguszowice-Osiedle, bloki z lat 50.

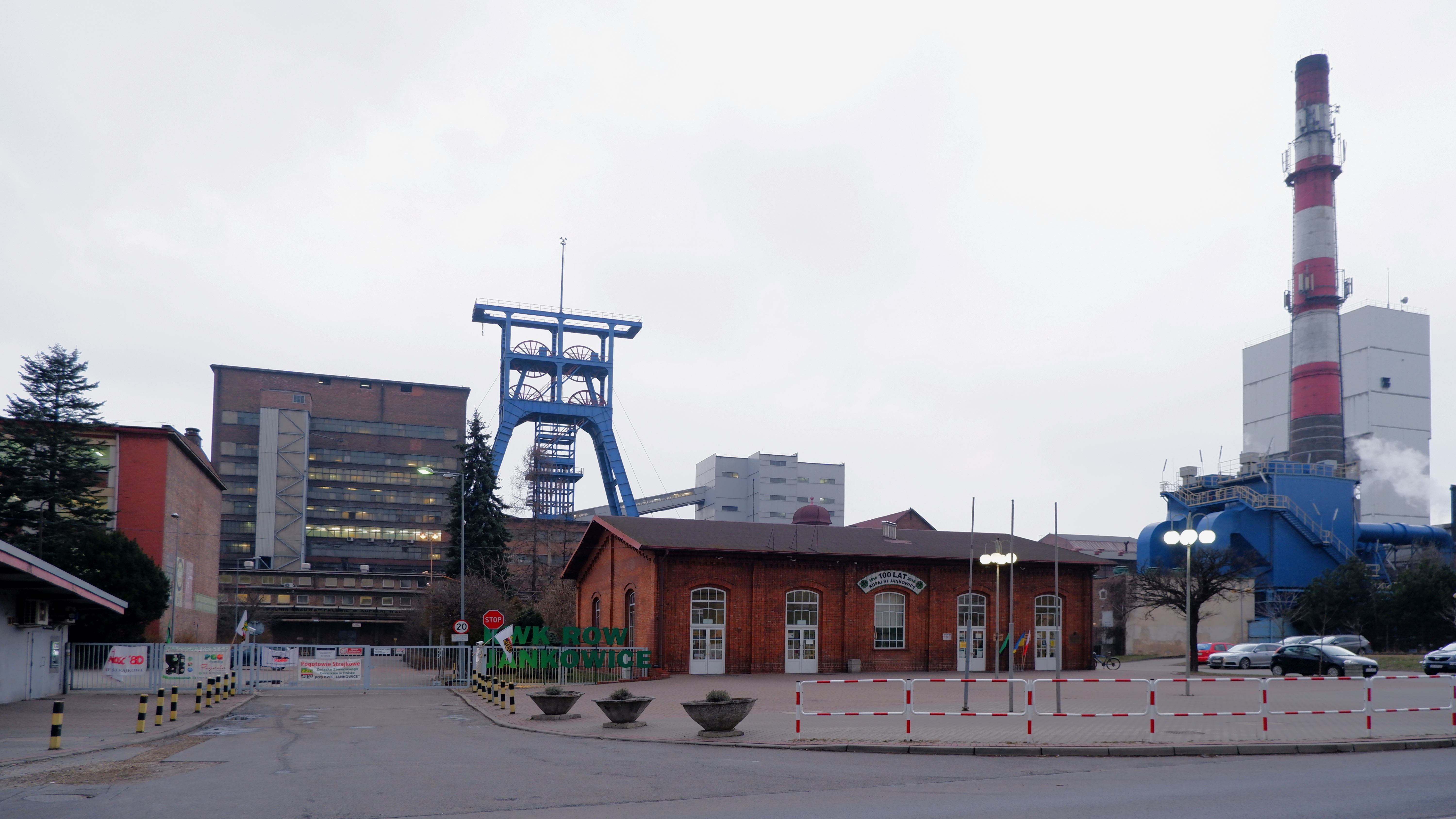
KWK Jankowice – brama główna

 Boguszowice (niem. Boguschowitz(cz. Bohušovice) – część miasta Rybnik. 
Boguszowice są położone w południowo-wschodniej części miasta. W 1954 r. utworzono gromadę Boguszowice, zanim zaczęła funkcjonować, przekształcono ją w osiedle, przekształcone w  1962 w miasto, od 1975 dwie dzielnice Rybnika:
- Boguszowice Stare – od 1975 dzielnica Rybnika, obecnie składa się z dużej dzielnicy domów jednorodzinnych i małego górniczego osiedla – Osiedle Północ (zwanym Manhattanem)
- Boguszowice Osiedle – od 1975 dzielnica Rybnika, obecnie składa się z dużej górniczej dzielnicy – Osiedle Południe – i małego osiedla domów jednorodzinnych.

## Nazwa
W alfabetycznym spisie miejscowości na terenie Śląska wydanym w 1830 roku we Wrocławiu przez Johanna Knie miejscowość występuje pod obecnie stosowaną, polską nazwą Boguszowice oraz nazwą zgermanizowaną Boguschowitz.

## Historia
Do czasów powojennych miejscowość była osobną wsią zanim w wyniku procesów urbanizacyjnych nie została wchłonięta przez miasto Rybnik. Wraz z reformą wprowadzającą gromady w miejsce gmin jesienią 1954 zlikwidowano gminę Boguszowice w powiecie rybnickim w woj. stalinogrodzkim, a wchodzące w jej skład Boguszowice utworzyły przejściowo (5 października 1954) gromadę Boguszowice. Gromada przetrwała zaledwie pięć tygodni, bo już 13 listopada 1954 nadano jej status osiedla o nazwie Boguszowice, dla którego ustalono 27 członków gromadzkiej rady narodowej. 31 grudnia 1961 do osiedla Boguszowice przyłączono wieś Kłokocin z gromady Gotartowice w tymże powiecie. 18 lipca 1962 Boguszowice otrzymały prawa miejskie i status odrębnego miasta. 27 maja 1975 miasto stało się częścią Rybnika. Nie stanowi jednolitej dzielnicy, dzieli się na Boguszowice Stare i Boguszowice Osiedle.

## Zobacz też

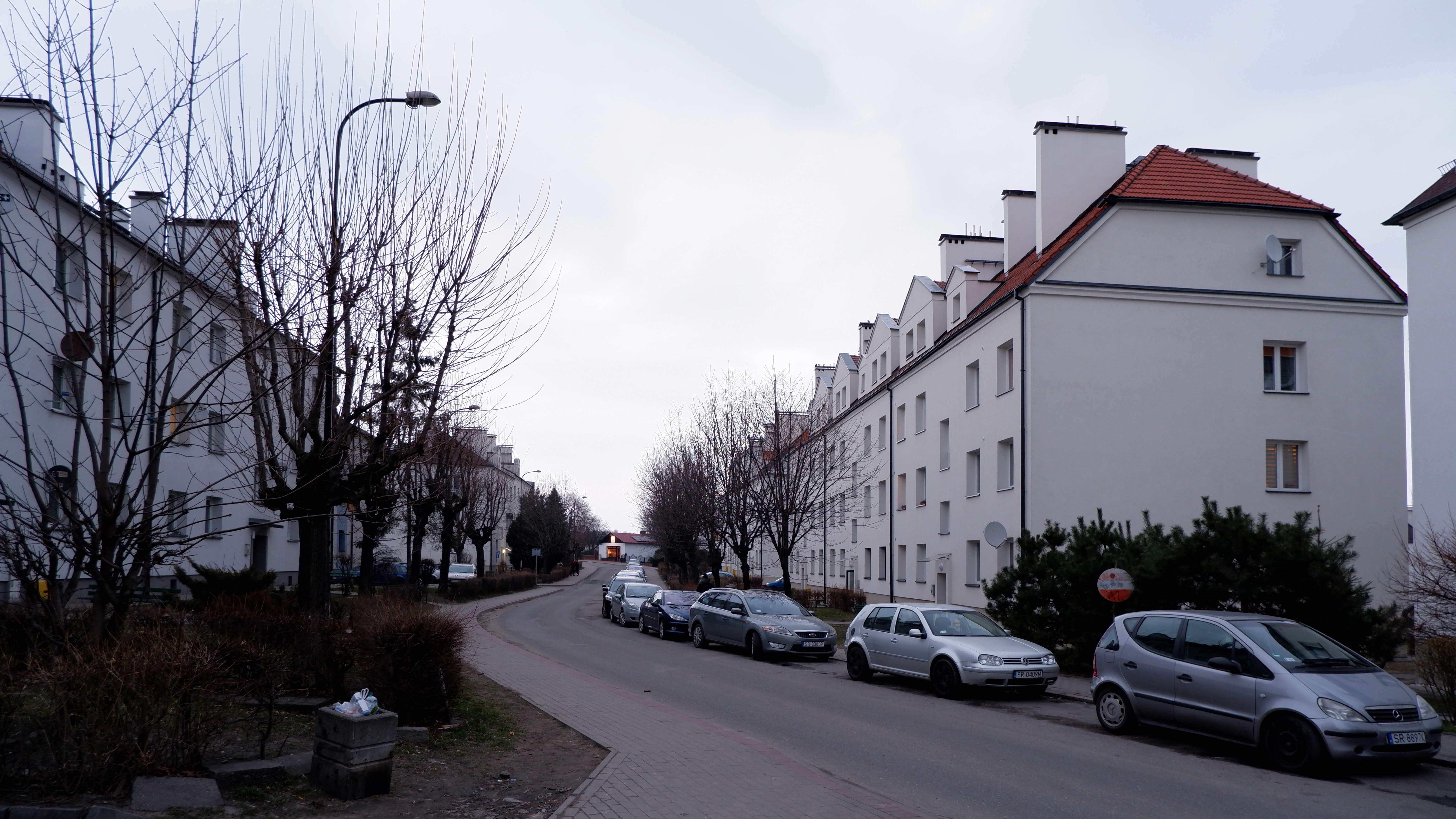
Boguszowice-Osiedle, bloki z lat 50.

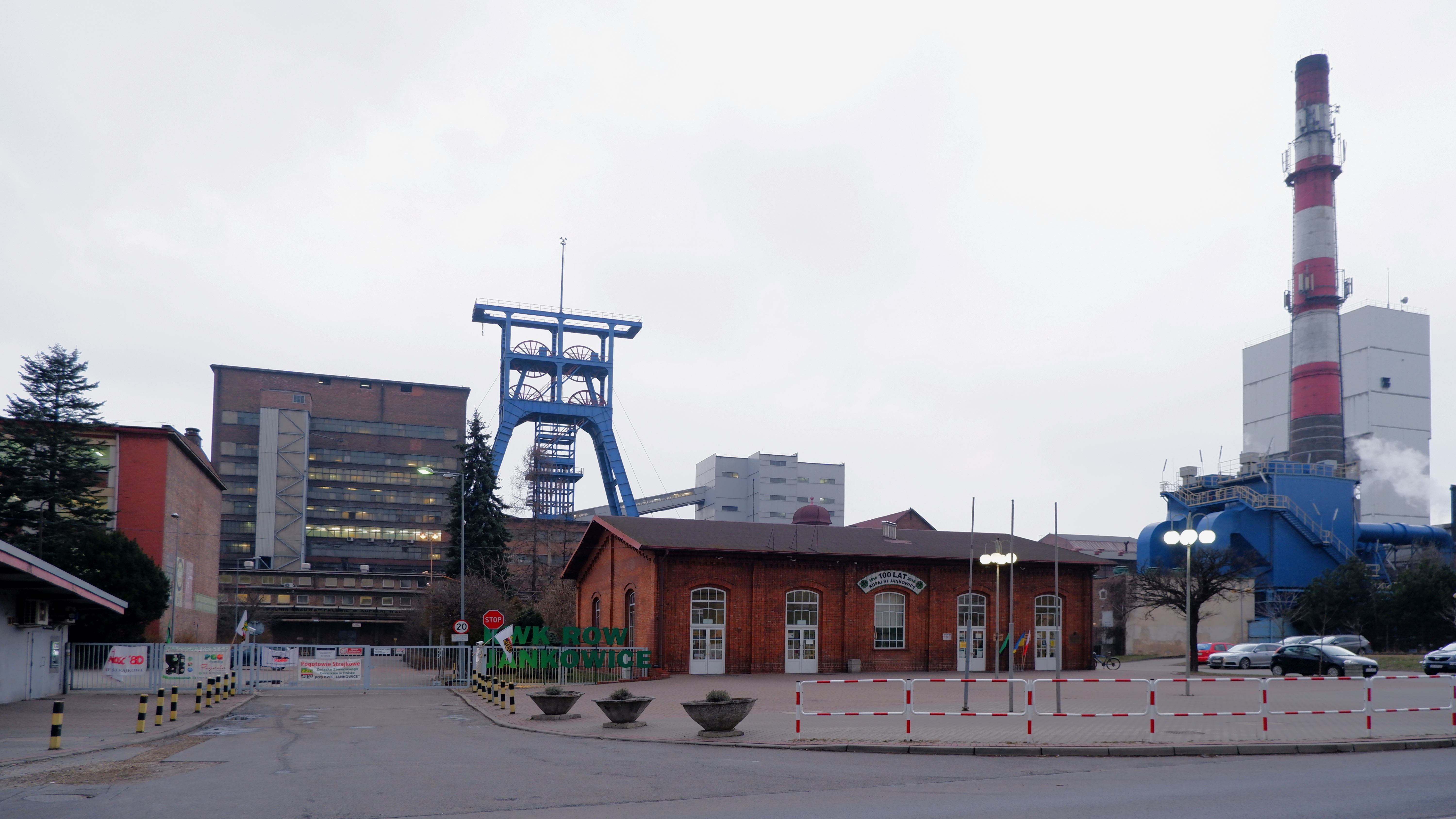
KWK Jankowice – brama główna